# Suffield, Connecticut

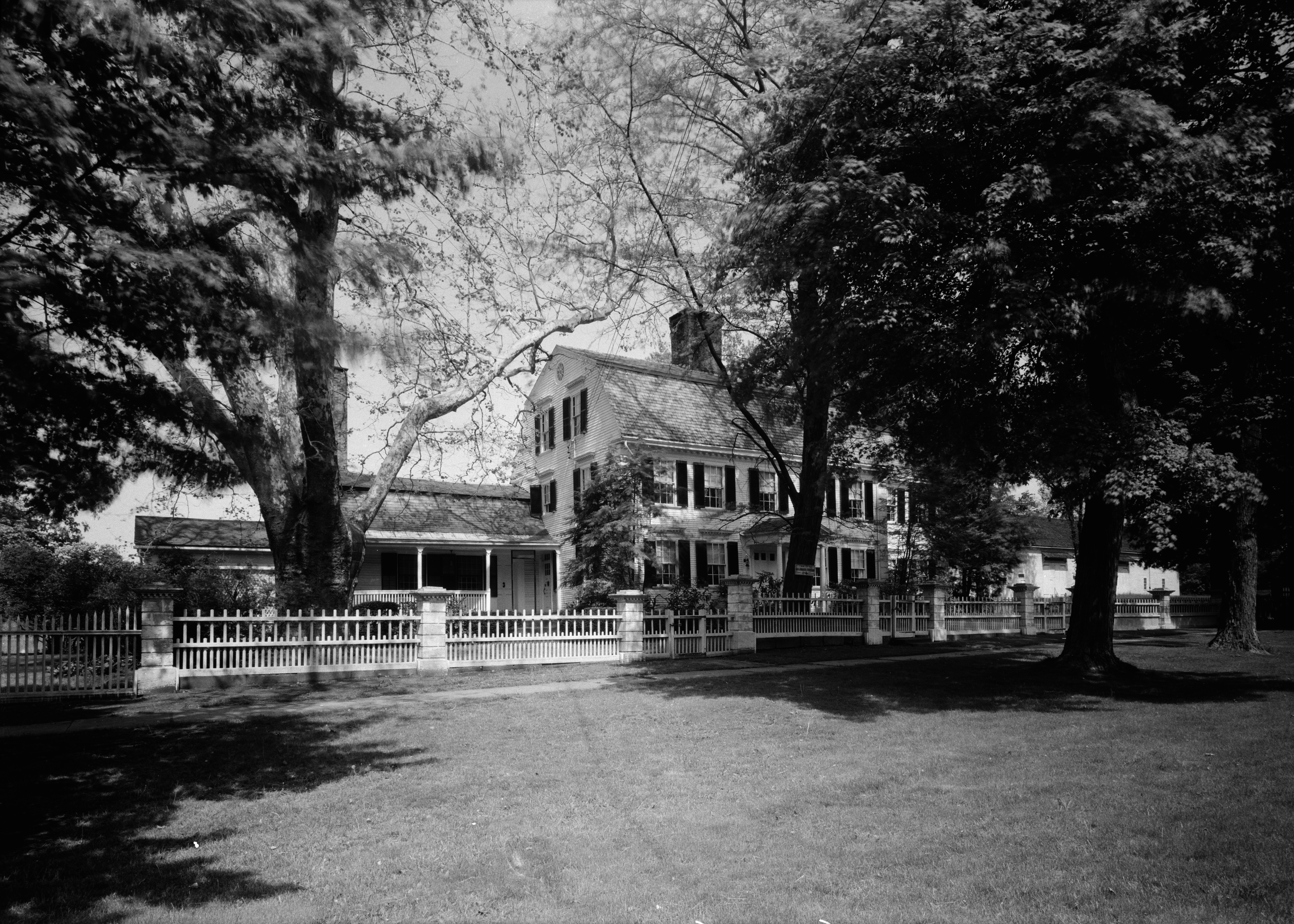
Fotografia da Burbank-Hatheway House, rua principal de Suffield, condado de Hartford, Connecticut.

Suffield é uma cidade no condado de Hartford, Connecticut, Estados Unidos. Já foi dentro dos limites de Massachusetts. A cidade está localizada no vale do rio Connecticut, com a cidade de Enfield vizinha ao leste. Em 1900, 3.521 pessoas viviam em Suffield; no censo de 2010, a população era de 15.735. O centro da cidade é uma região censitária listada como Suffield Depot nos registros do Censo dos Estados Unidos.[carece de fontes?]